# Heiko Schmid
Heiko Schmid (* 1959) ist ein deutscher Kommunalpolitiker (Freie Wähler). Von 2006 bis 2022 war er Landrat des Landkreises Biberach. Zuvor war er von 1994 bis 2006 Bürgermeister von Pfullendorf.

## Ausbildung und Beruf
Heiko Schmid besuchte bis zum Jahr 1969 die Kirchgraben-Grundschule in Ebingen und machte 1978 am Gymnasium Ebingen Abitur. In den Jahren 1978 bis 1980 absolvierte er eine Ausbildung zum Bankkaufmann.
Es folgte ein sozialwissenschaftliches Grundstudium an der Universität Konstanz. Ab 1982 arbeitete er für die Kommunalentwicklung Baden-Württemberg GmbH und plante dort den öffentlichen Personennahverkehr. Nach dem Studium der Verwaltungswissenschaft an der Universität Konstanz mit dem Schwerpunkt „Staatliche Steuerung“ war er von 1986 bis 1989 Referendar für den höheren allgemeinen Verwaltungsdienst des Landes Baden-Württemberg.
Nach der Promotion zum Doktor der Sozialwissenschaften an der Universität Konstanz – die Staatsprüfung legte er 1989 ab – leitete Schmid von 1989 bis 1991 das Dezernat Zentrale Verwaltung beim Landratsamt Sigmaringen. 1992 wurde er Leiter des Ministerbüros und persönlicher Referent des damaligen Ministers beim Innenministerium Baden-Württemberg in Stuttgart, ehe er an die Führungsakademie des Landes Baden-Württemberg in Karlsruhe wechselte und Praktika in Wirtschaft und ausländischer Verwaltung (Santa Barbara, Kalifornien) absolvierte.

## Politische Karriere
Dann trat er in die Fußstapfen seines Vaters, der Bürgermeister in Ebingen war, und bewarb sich auf das Amt des Bürgermeisters der Stadt Pfullendorf. Am 28. November 1993 wurde Schmid im ersten Wahlgang mit 81,2 Prozent der Stimmen gewählt. In seine Amtszeit fallen der Fraktionsvorsitz der Freien Wähler im Sigmaringer Kreistag sowie der Posten als stellvertretendes Mitglied im Verwaltungsrat der Gemeindeprüfungsanstalt Baden-Württemberg (GPA).
Heiko Schmid wurde immer wieder ins Gespräch gebracht, beziehungsweise es gab konkrete Anfragen, wenn es um die Besetzung von bedeutenden Führungsposten ging. Mehrmals lehnte er entsprechende Aufforderungen ab. So informierte Schmid am 4. Juni 1996 den Gemeinderat, dass er bei der Oberbürgermeisterwahl in Konstanz nicht antreten werde. Am 21. August 1999 favorisierte die CDU Heidenheim Schmid als Kandidat für die bevorstehende Oberbürgermeisterwahl. Nach längerer Bedenkzeit erklärte Schmid am 22. September 1999 seinen Verzicht.
Am 13. April 2000 wurde Schmid in den Vorstand des Deutschen Städtetages gewählt. In Pfullendorf wurde er ohne ernsthaften Gegenkandidaten am 4. November 2001 mit 95,8 Prozent im Amt als Bürgermeister bestätigt. Noch im selben Monat, am 21. November 2001, erteilte er der SPD in Freiburg eine Absage, bei den bevorstehenden Oberbürgermeisterwahlen als Kandidat anzutreten. Schmid kandidierte am 1. Oktober 2003 für das Amt des Landrats im Landkreis Heidenheim, zog aber nach einer Woche, am 8. Oktober 2003, seine Kandidatur zurück.
Am 12. November 2004 stellte er sich dem Kreistag Reutlingen vor, reichte aber sein schriftliche Kandidatur für dasselbe Amt im Landkreis Reutlingen nicht ein, da es ihm nicht gelungen war, bei der Fraktion der Freien Wähler eine Mehrheit hinter sich zu bringen.
Am 30. Juni 2006 wurde Schmid vom Kreistag des Landkreises Biberach mit 31 von 60 Stimmen zum Landrat gewählt und trat am 1. Oktober 2006 seine Stelle an. Er trat damit die Nachfolge von Peter Schneider an, der als Präsident des Sparkassenverbands Baden-Württemberg (SVBW) nach Stuttgart wechselte.
Am 11. Juni 2014 wurde er vom Kreistag im dritten Wahlgang mit 31 von 58 Stimmen in diesem Amt bestätigt und konnte sich dabei gegen den Ersten Landesbeamten des Zollernalbkreises, Matthias Frankenberg, durchsetzen.
Bei der Landratswahl am 26. Juli 2022 kandidierte er nicht erneut. Am 29. September 2022 wurde er verabschiedet. Ihm folgte Mario Glaser nach.

## Weitere Ämter
In seiner Funktion als Landrat war Schmid Aufsichtsratsvorsitzender der Kliniken Landkreis Biberach GmbH und der Öchsle-Bahn AG. Zudem war er Mitglied des Aufsichtsrats der LBBW Immobilien GmbH, Tochter der Landesbank Baden-Württemberg, und Verwaltungsratsvorsitzender der Kreissparkasse Biberach.

## Familie und Privates
Schmid ist evangelisch, verheiratet und hat vier Kinder.